# ジークレスト
ジークレスト（GCREST）は、株式会社サムザップの社内スタジオ「GCRESTUDIO」により運営されるゲームブランド。スマートフォンアプリの企画・開発・運営を事業内容とする。
2003年から2024年までは株式会社ジークレスト（英: GCREST, Inc.）として活動。株式会社サイバーエージェントの子会社であったが、2025年1月1日付で株式会社サムザップに吸収合併され、法人としては解散した。

## 概要
アットゲームズという独自のコミュニティサイトを運営しており、そこから自社運営および提携している他社運営のゲームを遊ぶことができた。
2003年にシステムプロの出資を受けて設立された後、同年サイバーエージェントとの資本提携を締結し同社の子会社となっている。
2025年1月1日付でサムザップに吸収合併され解散。合併後はサムザップが新設する「GCRESTUDIO」へジークレストの全事業が承継され、「GCREST」ブランドとしてのサービスが継続される。

## コンテンツ一覧
自社運営のみ掲載。

### 現行
- Paradox Live
  - Paradox Tribe - エイベックス・ファンマーケティングの共同運営であったが、2024年9月にジークレスト単独運営となった。
  - dope point site - 同上。

- GOALOUS5

### 終了予定
アプリ
- 夢職人と忘れじの黒い妖精（2024年11月19日終了） - bilibiliとの共同作品。

### 過去
ポータルサイト
- アットゲームズ（2020年12月1日終了）

育成
- バルビレッジ→バルビレッジ2（2012年4月27日サービス終了）
- ドリーム★ダービー
- 競馬伝説Live!（2015年6月22日にGaYaへと移管）

オンラインゲーム
- ポケットランド（2021年9月にcocone connectへ移管）
- トリックスター（2012年7月18日にGMOゲームポットへ移管）
- CroXino -クロシーノ-（2009年11月30日サービス終了）

アプリ
- デコラージュ（2015年7月14日サービス終了）
- CocoPPa Play（2016年3月1日よりユナイテッドへ移管）
- 茜さすセカイでキミと詠う（2019年8月1日よりマイネットへ移管）
- ボーイフレンド（仮）（親会社のサイバーエージェントより運営権を譲受、2022年4月22日サービス終了）
- ボーイフレンド（仮）きらめき☆ノート（同上、2019年6月24日サービス終了）
- 夢王国と眠れる100人の王子様（2023年マイネットゲームスへと移管）
- 星鳴エコーズ（2020年9月16日終了）